# Internet Explorer 1
Microsoft Internet Explorer 1（简称IE1）是微軟於1995年8月16日發佈的網頁瀏覽器，也是Internet Explorer系列中首次發行版本。它附屬在Windows 95的OEM版本以及Windows 95的Microsoft Plus!中 。它在Microsoft Plus!中屬於「網頁工具」（Internet Jumpstart Kit）中的一個軟件。微軟組織了六個人的工作小組研發。而後，Internet Explorer 1.5在幾個月後發行。它適用於Windows NT，且支持部分的表格顯示。
雖然這個軟體並非綑綁於Windows 95中，但使用者仍然可以下載並安裝並安裝在搭載Windows 95的電腦中。
在1995年11月，這個版本被Internet Explorer 2取代。

## 版本发布
| 版本 | 发布日期      | 重大更新             | 包含在               |
| ---- | ------------- | -------------------- | -------------------- |
| 1.0  | 1995年8月16日 | 初始版本             | Plus! for Windows 95 |
| 1.5  | 1996年1月     | 与Windows NT 3.5兼容 |                      |